# Nicolas Portal
Nicolas Portal (* 23. April 1979 in Auch, Frankreich; † 3. März 2020 in Andorra la Vella) war ein französischer Sportdirektor und Radrennfahrer.

## Karriere
2001 fuhr Portal bei ag2r Prévoyance als Stagiaire und erhielt im Folgejahr dort einen Profivertrag. Bei diesem Team erzielte er mit einem Etappensieg beim Critérium du Dauphiné 2004 seinen größten Karriereerfolg. Von 2006 bis 2009 fuhr er für das spanische ProTeam Caisse d’Epargne. Portal nahm sechsmal an der Tour de France teil, die er jedes Mal beenden konnte.
Ende der Saison 2010 beendete er wegen Herzproblemen seine Karriere als Berufsradfahrer und wurde anschließend Sportdirektor beim Team Sky, für das er in seiner letzten Saison gefahren war. In dieser Funktion war er an den Toursiegen von Chris Froome 2013, 2015 und 2016 und 2017 ebenso beteiligt wie an den Toursiegen von Geraint Thomas 2018 und Egan Bernal 2019.
Im März 2020 starb Portal im Alter von 40 Jahren an einem Herzinfarkt.

## Erfolge
2004
- eine Etappe Critérium du Dauphiné

2005
- eine Etappe Vuelta a Castilla y León

2007
- Mannschaftszeitfahren Katalonien-Rundfahrt

## Grand-Tour-Platzierungen
| Grand Tour            | 2002 | 2003 | 2004 | 2005 | 2006 | 2007 | 2008 | 2009 | 2010 |
| --------------------- | ---- | ---- | ---- | ---- | ---- | ---- | ---- | ---- | ---- |
| Giro d’ItaliaGiro     | –    | –    | –    | –    | –    | –    | –    | –    | –    |
| Tour de FranceTour    | –    | 82   | 72   | 88   | 100  | 57   | 66   | –    | –    |
| Vuelta a EspañaVuelta | 84   | –    | –    | –    | –    | –    | –    | –    | –    |